# Полонська кераміка (Хмельниччина)
Полонська кераміка (Хмельниччина) — традиція та історія керамічного виробництва у містечку Полонне, Україна.

## Відомості
Наявність якісних глин і гончарів зробила можливим керамічне виробництво в Полонному. Письмові джерела про нього відомі з 19 ст., хоча саме виробництво розпочалося набагато раніше.
Злам 18-19 ст. в Україні пройшов під зацікавленістю до керамічного і порцелянового виробництва, адже це обіцяло прибутки ремісникам і великим поміщицьким господарствам на кшталт Волокитина, Корця тощо.
Для започаткування порцелянового виробництва потрібні природні поклади каоліну, глин, кварцового піску тощо. Все це і було знайдене у передмістях Полонного. Існувала і невеличка фаянсова мануфактура підприємця Зусмана неподалік залізниці.
Невеличка кустарна майстерня з виробництва порцеляни вже існувало в селі Горошки на околиці Полонного. Майстерню і вважають попередницею керамічного і порцелянового виробництва у містечку. В добу першого запровадження капіталізму в краї на початку 1890-х років порцелянове виробництво у Полонному започаткував Мойсей Бричкін. Справою займались сам Бричкін, його сини та брат.
Навіть для Бричкіна це була нова галузь, тому у пригоді були ентузіазм, первісний капітал і творче ставлення до справи. М. Бричкін придбав у  А. Бахмутовського невеличку кустарну майстерню з виробництва керамічних речей, котра існувала у селі Горошки приблизно з 1865 року, і  зробив тут капітальну реконструкцію. До 1895 року тут вибудували новий горн і господарсько-виробничі приміщення. Кількість приміщень досягла чотирьох і всі вони нагадували сільські споруди на площі близько 170 кв. м. Підприємство отримало назву «Ляльковий завод Бричкіна», бо планувалось виробництво  порцелянових скульптур малого розміру. Шамот і тверду сировину мололи з допомогою коней. Приміщення для розпису (красильня) була розташована поряд із житловим будинком власника. В красильні працювало близько двадцяти місцевих художників
«Ляльковий завод Бричкіна» за один місяць роботи спромігся виробляти близько 5-6 тисяч зразків. Серед них  — керамічні горщики для кімнатних рослин, кабінетні каламарі  і порцелянова пластика.

## Відомості про М. Бричкіна
Порцелянові вироби поціновують особливо тоді, коли вони мають власну специфіку і несхожість з іншими виробництвами. Цим опікувався сам Мойсей Бричкін. Збережені відомості, що він відвідував базари і місцеві ярмарки Поділля і Волині з метою пошуку і придбання цікавих керамічних виробі. А потім виступав на власному виробництві як ще один модельмейстер (скульптор).
Порцелянова маса полонської кераміки була різного кольоруВолин біла, зеленувата, інших відтінків. В порцеляновій пластиці переважали побутові мотиви чи тварини  —  «Олені», «Журавель», «Русалка», «Коваль», «Хлопі», у невеликій кількості виробляли і фігурки релігійної тематики. 

## У 20 ст.
В роки 1-ї світової війни (1914-1948) виробництво скоротилося, а потім і завмерло. Уповоєнний період і при владі більшовиків Бричкіну дозволили відновити виробництва, незважаючи на пошкодження частки його виробничих споруд у селі Горошки. Бричкін працював приблизно до 1925 року. У місті Полонне заснували нове керамічне виробництво, куди приєднався сам Бричкін, що декларував про призупинення виробництва у Горошках. На нове підприємство «Керамік» перейшли найбільш кваліфіковані робітники з Горошок, сюди перевезли з Горошок навіть частку виробничих механізмів. Назва «Керамік» зберігалась за Полонським підприємством до 1956 року. За рішенням місцевого пролетаріату колишнього підприємця Бричкіна (фахового менеджера і модельмейстера) вислали геть з Полонного.
Виникає нова тематика у порцеляновій пластиці — «Футболісти», «Діти», «Шахтарі», порцелянові портрети відомих літераторів минулого — «Олександр Пушкін», «Тарас Шевченко», «Микола Гоголь». Підприємство  «Керамік» залучили як складову частину до Українського Художнього о Промислового Союзу. 
Від німецьких загарбників Полонне звільнила 3 січня 1944 року армія Першого Українського Фронту. Керамічне виробництво помітно скоротилося і перебувало у фазі стагнації. Відновлення затяглося на певний період. На підприємство запросили випускників  Одеського та Київського художніх училищ. Сім робітників підприємства булі відіслані на стажування до Ленінградського порцелянового заводу імені М.Ломоносова.
З 1 жовтня 1956 року підприємство «Керамік» отримало нову назву — Полонський завод художньої кераміки.